# La Unión (Huánuco)
A cidade peruana de La Unión é a capital da Província de Dos de Mayo, situada no Departamento de Huánuco, pertencente a Região de Huánuco, Peru.